# 山崎英則
山崎 英則（やまざき ひでのり、1943年1月28日 - ）は、日本の教育学者。教育哲学、西洋教育史が専門。

## 略歴
1970年広島大学大学院博士課程満期退学。
比治山女子短期大学講師、広島女子大学助教授、県立広島女子大学教授、神戸親和女子大学発達教育学部教授、2010年退任。

## 著書
- 『図解・要説教育原理』渓水社 1982
- 『シュプランガー教育学の研究 継承・発展過程と本質理論をたずねて』溪水社 2005

### 共編著
- 『新しい道徳教育 一人ひとりの生き方を問う』倉田侃司共編著 ミネルヴァ書房 1989
- 『教育の基礎』倉田侃司共編著 ミネルヴァ書房 教職専門シリーズ 1992
- 『教育の本質を学ぶ その理論と実践の原理を求めて』八並光俊共編 学術図書出版社 1994
- 『これからの道徳教育を求めて 人間としての生き方を問う』編著 学術図書出版社 1994
- 『西洋教育史』徳本達夫共編著 ミネルヴァ書房 教職専門シリーズ 1994
- 『教育の原理と実践』倉田侃司共編著 ミネルヴァ書房 1995
- 『シュプランガー教育学へのいざない』編著 近代文芸社 1996
- 『教育の原論を学ぶ 1人ひとりに生きる力を』北川明共編著 学術図書出版社 2000
- 『道徳教育の充実を求めて 1人ひとりの生き方を問う』西村正登共編著 学術図書出版社 2000
- 『新しい教育の基礎理論』浜田栄夫共編著 ミネルヴァ書房 Minerva教職講座 2001
- 『西洋の教育の歴史と思想』徳本達夫共編著 ミネルヴァ書房 Minerva教職講座 2001
- 『道徳と心の教育』西村正登共編著 ミネルヴァ書房 Minerva教職講座 2001
- 『求められる教師像と教員養成 教職原論』西村正登共編著 ミネルヴァ書房 Minerva教職講座 2001
- 『教育実習ガイダンス』北川明,佐藤隆共編 東信堂 2003
- 『教育哲学のすすめ』編著 ミネルヴァ書房 2003
- 『教育用語辞典』片上宗二共編集委員代表 ミネルヴァ書房 2003
- 『教育実習完全ガイド』編著 ミネルヴァ書房 2004
- 『新・道徳教育論 人間の生き方を考える』編著 ミネルヴァ書房 2004
- 『心の教育の本質を学ぶ 人間のこれからの生き方を求めて』加藤幸夫共編 学術図書出版社 2005
- 『新・教育原理 高等学校の教員をめざすひとに』編著 ミネルヴァ書房 2006
- 『教育哲学へのいざない 教育の再構築と教育思想の展開』編 学術図書出版社 2007
- 『人間学から福祉学を発見する』杉本一義監修 編著 あいり出版 新社会福祉講座 特別編　2009
- 『「偉人伝」、にはない人生 これまでのあゆみこれからのあゆみ』編著 あいり出版 2010
- 『西洋の教育の歴史』編著 ミネルヴァ書房 シリーズ現代の教職 2010
- 『大学の生き残りと再生 その手がかりを求めて』編著 あいり出版 現場と結ぶ教職シリーズ 2013
- 『迷惑なひと・ことは教育の救世主 事例から学ぶ教育の方法論』編著 あいり出版 現場と結ぶ教職シリーズ 2013

### 翻訳
- エドゥアルト・シュプランガー『人間としての在り方を求めて 存在形成の考察』村田昇共訳 東信堂 1990

## 論文
- Cinii